# Memorare
Il cosiddetto Memorare (lett. ricòrdati) è una celebre preghiera della tradizione orante propria della Chiesa cattolica ed è dedicata alla Vergine Maria. Il testo è attribuito a san Bernardo di Chiaravalle, monaco cistercense.

## Testo
Versione originale latina:
Memorare, piissima Virgo Maria,
a saeculo non esse auditum
quemquam ad tua currentem praesidia,
tua implorantem auxilia,
tua petentem suffragia
esse derelictum.
Ego, tali animatus confidentia,
ad te, Virgo virginum, Mater, curro;
ad te venio, coram te, gemens peccator, adsisto.
Noli, Mater Verbi, verba mea despicere,
sed audi propitia, et exaudi.
Amen.
Traduzione in lingua italiana:
Ricordati, o piissima Vergine Maria,
che non si è mai udito
che alcuno sia ricorso alla tua protezione,
abbia implorato il tuo aiuto,
abbia chiesto il tuo soccorso,
e sia stato abbandonato.
Animato da tale fiducia,
a te ricorro, o Madre Vergine delle vergini;
a te vengo, dinanzi a te mi prostro, peccatore pentito.
Non volere, o Madre del Verbo,
disprezzare le mie preghiere,
ma ascoltami benevola ed esaudiscimi.
Amen.

## Valore teologico
Il cardine di questa antica preghiera si ritrova negli scritti del Dottore mellifluo Bernardo di Chiaravalle e sempre nel Catechismo della Chiesa Cattolica: 
(n.2677)

## Madre Teresa e il Memorare
Madre Teresa di Calcutta era molto legata alla recita di questa preghiera, essendo solita recitarla per 9 volte consecutive ogni qual volta avesse bisogno di ricevere una grazia dalla Vergine Maria.
Nel 1955, con le sue consorelle, recitò questa preghiera addirittura 25.000 volte per ottenere la guarigione di una suora gravemente ammalatasi ai polmoni.
Alla preghiera è legato anche un miracolo attribuito a Madre Teresa, per la guarigione inspiegabile di una donna animista colpita da un tumore ovarico di grandi dimensioni.